# Політравма
Політра́вма — сукупність травм, які характеризується значними змінами структури та функції органів і систем органів.[джерело?]
Крім механічних пошкоджень, на стан постраждалого може мати вплив ряд інфекційних ускладнень. Політравми відрізняються особливою важкістю клінічних проявів, що супроводжуються розладом життєво важливих функцій організму, складністю діагностики та лікування, великим відсотком інвалідності і високою летальністю. Подібні пошкодження часто супроводжуються травматичним шоком, великою крововтратою, розладом кровообігу і дихання, інколи термінальним станом. При політравмі перебіг травматичної хвороби особливо важкий, а характер домінуючого пошкодження може змінюватися.
В англомовних країнах існує визначення за допомогою оцінки тяжкості травми (ОТТ, англ. Injury Severity Score (ISS)), коли цей показник  дорівнює або перевищує 16.

## Види
Термін «політравма» є збірним поняттям, що включає такі види пошкоджень: множинні, поєднані і комбіновані.

До множинних механічних травм відносять пошкодження двох і більш внутрішніх органів в одній порожнині (поранення тонкої і товстої кишок, розрив печінки і селезінки, пошкодження обох нирок), травми в межах двох і більш анатомо-функціональних утворень опорно-рухової системи (перелом стегна, перелом обох п'яткових кісток).
Поєднана травма — пошкодження внутрішніх органів в різних порожнинах (травма легені і печінки, струс головного мозку і травма нирки), або пошкодження внутрішніх органів і опорно-рухового апарату (пошкодження органів грудної порожнини і перелом кісток кінцівок, черепно-мозкова травма, пошкодження тазових кісток та ін.).
Комбінована травма — ця одночасна дія на потерпілого двох і більш факторів: перелом і опік стегна; гостра променева хвороба і перелом хребта. Іншими словами, механічні травми можуть входити до складу комбінованих пошкоджень як один із складових компонентів.

## Причини
Політравма перш за все характеризується пошкодженням опорно-рухової системи. За даними деяких авторів вона переважає у молодих людей (53 %, переважно чоловіки) віком 14-45 років. Основною причиною травмування є дорожні аварії — 80,6 %.
При політравмі множинні ушкодження опорно-рухової системи уражають нижні кінцівки у 49,4 % випадках, верхні — у 33,2 %, таз — у 14,1 %. Крім цих травм 75 % пацієнтів мають супутні пошкодження: голова і мозок — у 92,2 %, грудна клітка — у 31,5 %, живіт — у 21,3 %.

## Лікування
При лікуванні хворих із політравмою найважливішими принципами є запобігання смерті пацієнта від шоку і крововтрати та запобігання ускладненням у ранньому періоді від поліорганної недостатності та сепсису.
Бригада лікарів, що прибуває до постраждалого, визначає діагноз і проводить лікувальні маніпуляції у гострому періоді травми — ресусцитацію, зупиняє кровотечу, тимчасово іммобілізує переломи. При хірургічному втручанні здійснюються на пріоритетній основі: зупинка кровотечі, дренування плевральної порожнини, декомпресія головного мозку.